# FENCE OF DEFENSE
FENCE OF DEFENSE（フェンス・オブ・ディフェンス）は、北島健二、西村麻聡、山田わたるによるロックバンド。1985年6月結成。

## 来歴
音楽事務所ビーイングに所属し、スタジオミュージシャンであったベーシスト：西村麻聡、ギタリスト：北島健二、ドラムス：山田わたるの3人により1985年6月に結成。以後、曲作り、リハーサルを重ね、1987年6月21日、EPIC・ソニーからアルバム『FENCE OF DEFENSE』、シングル『フェイシア』でデビュー。ライブは常に即ソールドアウト。1989年には日本武道館公演も成功。テレビアニメの主題歌に起用された楽曲「SARA」「時の河」「DON'T LOOK BACK」がスマッシュヒット。1996年にマーキュリー・ミュージックエンタテインメント→ポリドール／Primitiveレーベル、1998年にイーストウエスト・ジャパンへの移籍を経て、1999年に一旦活動休止。その後、個々のソロ活動、別ユニットでの活動、所属事務所からの独立を経て、2003年、4年ぶりに活動を再開。オリジナル・アルバムをリリース。個々のソロ活動の傍ら、ライブ・楽曲制作・イベント等精力的に活動中。2022年にデビュー35周年を迎える。
現在、バンドのマネジメントは山田が役員を務めるチーム・アクティブ（当時の芸能事務所ハートランドのローディー部門が独立した会社）が担当（西村、北島は別の所属事務所に在籍）。

## メンバー
- 北島健二（きたじま けんじ・リーダー、エレキギター、アコースティックギター、ヴォーカル）
- 西村麻聡（にしむら まさとし・リードヴォーカル、ベース、シンセサイザー、アコースティックギター、ジャンベ）
- 山田わたる（やまだ わたる・ドラム、パーカッション、ヴォーカル）

## エピソード
- 1985年当時、西村がプロデューサーとして手がけていた曲の多くが、打ち込みを基調にしていた為、西村が持って来る自作のデモテープの曲がテクノばかりとなり、北島は自分の居場所が無いと悩んでいた。そこで西村がヘヴィメタルナンバーを持ってくると、今度は山田の機嫌が悪くなり、なかなかリハ・楽曲制作が進まず、デビューまで苦悩したという。ちなみにこの時のメタルナンバーは、早川めぐみに「Hot Lady」（作詞：亜蘭知子）として提供された。
- デビューライブの日、西村は40度の高熱でライブをこなした。理由は明らかではないが、北島、山田から西村と連絡がとれない状態がライブ本番まで続いたため業を煮やした二人は一切同情の言葉を掛けず突き放す言葉ばかり掛けた。ライブは大成功だったという。
- 1989年3月の武道館ライブで、ヘアメイクが持ってきた山田の前髪を立てる為のコテを西村の髪に試したところ、スパイラルパーマ状態になり、本番5分前であったため元通りにする時間が無くそのまま本番をこなした。そのライブがビデオで発売され、そのビデオを見た西村の母親から「何か変な方向に向かっているんじゃないか」と電話があったらしい。
- オールナイトフジにゲスト出演した際、北島の衣装にクリーニングのタグが付いたままになっていた。演奏終了後のインタビューで司会の相楽晴子が「（受けようと思って）わざとやったんですよね?」とフォローしようとしたが、北島は「知らなかった」と、苦笑いしながら答えた。

## 関連人物・グループ
TM NETWORK
3人ともサポートメンバーとして（メンバー全員または別個）、TM NETWORKや宇都宮隆・木根尚登のライブに参加したことがある。またライブの前座としても出演した。 TMのライブ・ビデオ『FANKS "FANTASY" DYNA-MIX』では、若き日の西村・山田の姿を視聴可能。宇都宮隆はアーティストブック『Butterfly』の中で、「好きなアーティスト（邦楽）」の欄に、FENCE OF DEFENSEの名を記している。
B'z
TM NETWORKサポート時代の仲間で三人共通の友人である松本孝弘が結成したロック・グループ。松本がTM NETWORKのサポートメンバーになった経緯は、当初メンバー3人でサポートを行う予定だったが、ギターの北島のスケジュールが合わず、北島が自分の代わりに松本を推薦したことがきっかけである。TM NETWORKのライブイベントで共演したり、北島・西村が松本のソロ・アルバムレコーディングに参加したりと交流がある。

## ディスコグラフィ

### オリジナル・アルバム
|                                                      | 発売日         | タイトル                                  | 順位 |
| EPIC・ソニー                                         |                |                                           |      |
| 1st                                                  | 1987年6月21日  | FENCE OF DEFENSE                          |      |
| 2nd                                                  | 1987年12月2日  | FENCE OF DEFENSE II                       | 68位 |
| 3rd                                                  | 1988年9月21日  | FENCE OF DEFENSE III 2235 ZERO GENERATION | 7位  |
| 4th                                                  | 1989年10月8日  | FENCE OF DEFENSE IV RED ON LEAD           | 12位 |
| 5th                                                  | 1990年6月21日  | FENCE OF DEFENSE V TIME                   | 24位 |
| 6th                                                  | 1991年6月21日  | digitaglam FOD VI                         | 29位 |
| 7th                                                  | 1992年4月22日  | FENCE OF DEFENSE VII RIDE                 | 30位 |
| 8th                                                  | 1993年6月2日   | SPEED OF LOVE                             | 34位 |
| 9th                                                  | 1994年5月21日  | hot dogs                                  | 43位 |
| ポリドール/Primitive                                 |                |                                           |      |
| 10th                                                 | 1997年6月25日  | XXX                                       |      |
| イーストウエスト・ジャパン                           |                |                                           |      |
| 11th                                                 | 1998年10月25日 | punk tang edges                           |      |
| 12th                                                 | 1999年5月25日  | LOGICAL AESTHETICS SWIMMING TRAGEDY       |      |
| REBARS RECORDS（インディーズレーベル）               |                |                                           |      |
| 13th                                                 | 2005年3月21日  | FENCE OF DEFENSE XIII パンゲア            |      |
| 14th                                                 | 2006年12月20日 | hot dogs 2                                |      |
| Sony Music Direct/GT music                           |                |                                           |      |
| 15th                                                 | 2008年1月16日  | 円游律                                    |      |
| 16th                                                 | 2009年3月25日  | 挑戦進化〜HYPER PROGRESS〜                |      |
| DATE COURSE RECORDS（インディーズレーベル）          |                |                                           |      |
| 17th                                                 | 2012年6月29日  | GOLDIVIN                                  |      |
| DEEP ZONE/FREEBOARD RECORDS                          |                |                                           |      |
| 18th                                                 | 2014年1月8日   | digiTaglam 2 RING WORLD                   |      |
| Islander Music International（インディーズレーベル） |                |                                           |      |
| 19th                                                 | 2018年6月9日   | HDIIIX                                    |      |
| Sony Music Direct/GT music                           |                |                                           |      |
| 20th                                                 | 2020年2月19日  | Primitive New Essence                     |      |
| Islander Music International（インディーズレーベル） |                |                                           |      |
| 21st                                                 | 2022年11月17日 | Retro Standard                            |      |

#### ベスト・アルバム
| 発売日                                 | タイトル                                           | 備考                                   |
| EPIC・ソニー                           |                                                    |                                        |
| 1995年4月21日                          | BEST                                               | ラストに未発表曲「最後の想い」を収録。 |
| REBARS RECORDS（インディーズレーベル） |                                                    |                                        |
| 2007年6月27日                          | Singles + α                                        | 配信限定作品。                         |
| Sony Music Direct/GT music             |                                                    |                                        |
| 2007年9月26日                          | GREAT FREAKERS BEST 〜FENCE OF DEFENSE 1987-2007〜 | CD2枚組                                |

#### リミックス・アルバム
|                                         | 発売日        | タイトル                                               |
| DUSTRAX RECORDS（インディーズレーベル） |               |                                                        |
| リミックス                              | 1999年        | f.o.d. new master trax                                 |
| リミックス                              | 2000年        | f.o.d. new master trax II                              |
| リミックス                              | 2006年2月18日 | FOD NEW MASTER TRAX 3 SYNTHTIC DUPLICATE "PANGEA"      |
| リプロダクション                        | 2007年6月21日 | FENCE OF DEFENSE 20th Anniversary RE-PRODUCT 1987-1992 |
| リプロダクション                        | 2007年6月21日 | FENCE OF DEFENSE 20th Anniversary RE-PRODUCT 1993-2006 |
| リミックス                              | 2009年5月25日 | PARAMETRIC-HYPER PROGRESS-REMIX:matC                   |
| リミックス                              | 2012年6月24日 | GOLDIVIN REMIX USB                                     |

#### ライブ・アルバム
| 発売日                                      | タイトル                                                     | 備考                   |
| REBARS RECORDS（インディーズレーベル）      |                                                              |                        |
| 2004年4月16日                               | REUNITED & STARTING OVER                                     | ライブCDとDVDの2枚組。 |
| DATE COURSE RECORDS（インディーズレーベル） |                                                              |                        |
| 2009年8月26日                               | FENCE OF DEFENSE LIVE 7670 Part.1                            | 配信限定作品           |
| 2009年9月9日                                | FENCE OF DEFENSE LIVE 7670 Part.2                            | 配信限定作品           |
| 2009年9月23日                               | FENCE OF DEFENSE LIVE 7670 Part.3                            | 配信限定作品           |
| 2010年6月9日                                | 挑戦進化-HYPER PROGRESS LIVE NAKED                           | 配信限定作品           |
| 2010年12月15日                              | FENCE OF DEFENSE LIVE Restructive Future:2235 Part1          | 配信限定作品           |
| 2010年12月15日                              | FENCE OF DEFENSE LIVE Restructive Future:2235 Part2          | 配信限定作品           |
| 2016年6月22日                               | FENCE OF DEFENSE DIGITAGLAMMY SHOW Featuring Daisuke Asakura | 配信限定作品           |

#### その他のアルバム
| 発売日           | タイトル                                                                              | 備考                 |
| ポニーキャニオン |                                                                                       |                      |
| 1999年10月20日   | ドリームキャスト、プレイステーションソフト 悠久幻想曲3 Perpetual Blueサウンドトラック | 「Get Myself」収録。 |

### シングル
|                                            | 発売日         | タイトル                                   | カップリング                        | 収録アルバム                              | 備考 |
| EPIC・ソニー                               |                |                                            |                                     |                                           | |
| 1st                                        | 1987年6月21日  | フェイシア                                 | EMOTIONAL WAY                       | FENCE OF DEFENSE                          | |
| 2nd                                        | 1987年9月26日  | ナイトレス・ガール                         | PLASTIC AGE                         | FENCE OF DEFENSE                          | 後に近藤真彦、SMAPがカバー                                                                                   |
| 3rd                                        | 1987年12月2日  | FREAKS                                     | STRANGER OVER SPLENDOR              | FENCE OF DEFENSE II                       | |
| 4th                                        | 1988年2月26日  | MIDNIGHT FLOWER                            | HARD LIPS                           | FENCE OF DEFENSE II                       | |
| 5th                                        | 1988年9月21日  | SARA                                       | BACK TO THE EDGE                    | FENCE OF DEFENSE III 2235 ZERO GENERATION | |
| 6th                                        | 1989年9月21日  | CHAIN REACTION                             | LOVE CLASH                          | FENCE OF DEFENSE IV RED ON LEAD           | |
| 7th                                        | 1989年12月21日 | MAGRITTE DANCE                             | STAY OR GO                          | FENCE OF DEFENSE IV RED ON LEAD           | |
| 8th                                        | 1990年3月21日  | サウザンド・タイムス                       | BEGINNINGS                          | FENCE OF DEFENSE V TIME                   | |
| 9th                                        | 1990年6月21日  | いつだって君のしてる事は…                  | ブーメランの帰る日                  | FENCE OF DEFENSE V TIME                   | |
| 10th                                       | 1990年9月21日  | TIME                                       | RUNAWAY FROM PARADISE               | FENCE OF DEFENSE V TIME                   | |
| 11th                                       | 1991年9月21日  | 時の河                                     | Lies and Reason                     | FENCE OF DEFENSE VII RIDE                 | |
| 12th                                       | 1992年4月22日  | DON'T LOOK BACK／STANDING ALONE            |                                     | FENCE OF DEFENSE VII RIDE                 | |
| 13th                                       | 1993年2月21日  | Forever in Love                            | MAKE IT GORGEOUS (アルバム未収録)   | SPEED OF LOVE                             | 表題曲は円谷映像映画『セイレーン』主題歌に起用される予定だったが、後に映画製作中止になり、トラブルとなった。 |
| 14th                                       | 1993年5月1日   | もう一度EMOTION                            | GET OVER                            | SPEED OF LOVE                             | |
| 15th                                       | 1994年5月1日   | 風のゆくえ                                 | POWER OF KISS                       | hot dogs                                  | |
| マーキュリー・ミュージックエンタテイメント |                |                                            |                                     |                                           | |
| 16th                                       | 1996年2月25日  | 君のあるがままを                           | 逆転 (アルバム未収録)               | XXX                                       | |
| ポリドール/Primitive                       |                |                                            |                                     |                                           | |
| 17th                                       | 1996年5月27日  | 遥か〜SAILING FOR MY DREAM〜               | RIGHT NOW (アルバム未収録)          | XXX                                       | |
| 18th                                       | 1996年11月4日  | スクランブル・キッズ／愛してても、愛せない |                                     | XXX                                       | 当初は愛してても、愛せないが1曲目の扱いだった                                                                |
| 19th                                       | 1997年2月26日  | 失楽園～PARADISE LOST～                    | 三重人格                            | XXX                                       | |
| 20th                                       | 1997年5月28日  | 火を貸してくれ                             | 悲劇のライオン (アルバム未収録)     | XXX                                       | |
| 21st                                       | 1998年2月11日  | 13月の革命                                 | 黄金の魂 (アルバム未収録)           | アルバム未収録                            | |
| REBARS RECORDS（インディーズレーベル）     |                |                                            |                                     |                                           | |
| 22nd                                       | 2003年9月20日  | 薔薇のダイヤを胸に                         | PERFECT WORLD PERFECT WORLD (Remix) | Singles + α                               | |
| 23rd                                       | 2004年6月28日  | DESPERATION                                | VANISHIN' ROAD HARD LIPS            | Singles + α                               | |
| 24th                                       | 2004年12月12日 | mesto                                      | TRIANGLE 9.9.9                      | FENCE OF DEFENSE XIII パンゲア            | |

### コラボレーション・シングル
| 発売日        | タイトル                                | 備考                                                   |
| ZOOTREC       |                                         |                                                        |
| 2012年6月20日 | ROCK'N'ROLL IS MY FRIEND (F.O.D.A.名義) | 織田哲郎とのコラボレーション・シングル。配信限定作品。 |

### 企画盤シングル
|                                      | 発売日         | タイトル                 | 備考 |
| ワーナー・インディーズ・ネットワーク |                |                          | |
| リミックス                           | 1998年11月10日 | Fresh Killed Love Remix! | アルバム『punk tang edges』に収録されている「Fresh Killed Love」のリミックスバージョンを4種収録している。2,000枚限定生産。 |

### 映像作品
|                                                      | リリース日                    | タイトル                                                     | 規格    | 備考 |
| EPIC・ソニー                                         |                               |                                                              |         | |
| ライブ作品                                           | 1988年12月21日                | 2235 ZERO GENERATION                                         | VHS     | |
| ビデオシングル                                       | 1989年3月15日                 | DATA NO.6                                                    | VHS     | |
| ライブ作品                                           | 1989年5月21日                 | LIVE at 日本武道館 〜2235 ZERO GENERATION 完結編〜           | VHS     | |
| ライブ作品                                           | 1991年12月12日 2004年12月22日 | live digitaglam                                              | VHS DVD | |
| PV集                                                 | 1992年6月1日                  | video digitaglam                                             | VHS     | |
| PV集                                                 | 1995年6月1日 2005年3月9日     | FENCE OF DEFENSE CLIPS                                       | VHS DVD | DVDは「DATA NO.6」「video digitaglam」「FENCE OF DEFENSE CLIPS」の3作品が1枚にまとめられている。                                         |
| DATE COURSE RECORDS（インディーズレーベル）          |                               |                                                              |         | |
| PV集                                                 | 2007年1月26日                 | F.O.D HD2 Remix VJ                                           | DVD     | VJ映像コンテンツ作品 |
| ライブ作品                                           | 2007年12月22日                | FENCE OF DEFENSE LIVE 7670                                   | DVD     | DVD3枚組 |
| Sony Music Direct                                    |                               |                                                              |         | |
| ライブ作品                                           | 2009年11月20日                | 2235 ZERO GENERATION [完結編]                                | DVD     | オリジナル映像の他、特典映像とメンバーによる副音声を新たに収録。通販限定商品。                                                           |
| DATE COURSE RECORDS（インディーズレーベル）          |                               |                                                              |         | |
| ライブ作品                                           | 2009年12月9日                 | 挑戦進化-HYPER PROGRESS LIVE NAKED                           | DVD     | 2008年6月15日赤坂BLITZライヴ映像と、メンバーによる副音声を収録。フルカラー64Pの豪華ブックレット付スペシャルパッケージ。                  |
| ライブ作品                                           | 2010年8月10日                 | 2235 Zero Generation-UpDate                                  | DVD     | 2009年11月25日に川崎CLUB CITTA'にて行われたライブ映像を収録。FODの映像作品としては初の5.1chサラウンド仕様。                              |
| ライブ作品                                           | 2014年9月22日                 | FENCE OF DEFENSE 25th ANNIVERSARY LIVE                       | DVD     | 2012年6月24日にSHIBUYA-AXにて行われたライブを収録。                                                                                      |
| ライブ作品                                           | 2016年6月22日                 | FENCE OF DEFENSE DIGITAGLAMMY SHOW Featuring Daisuke Asakura | Blu-ray | 2014年6月22日に品川ステラボールにて行われたライブを収録。メンバーの視聴副音声付き。                                                      |
| Islander Music International（インディーズレーベル） |                               |                                                              |         | |
| ライブ作品                                           | 2025年2月14日                 | BEST LIVE SHOW 2018～2022                                    | DVD     | 2018年から2022年までに行ったライブから13曲を収録。レコーディング風景、オフステージの模様、「東京ドラゴン」のミュージック・ビデオも収録。 |

## タイアップ一覧
| 使用年 | 曲名                         | タイアップ                                                                                   |
| ------ | ---------------------------- | -------------------------------------------------------------------------------------------- |
| 1988年 | SARA                         | よみうりテレビ・日本テレビ系アニメ『シティーハンター2』オープニングテーマ（第27話 - 第63話） |
| 1991年 | 時の河                       | テレビ東京系アニメ『横山光輝 三国志』第1期オープニングテーマ（第1話 - 第32話）               |
| 1992年 | DON'T LOOK BACK              | テレビ東京系アニメ『横山光輝 三国志』第2期オープニングテーマ（第33話 - 第47話）              |
| 1992年 | STANDING ALONE               | テレビ東京系アニメ『横山光輝 三国志』第2期エンディングテーマ（第33話 - 第47話）              |
| 1993年 | Forever In Love              | 円谷映像映画『セイレーン』エンディングテーマ（製作中止）                                     |
| 1993年 | もう一度EMOTION              | テレビ東京系『TXNニュース THIS EVENING』エンディングテーマ                                   |
| 1996年 | 君のあるがままを             | テレビ朝日系『リングの魂』エンディングテーマ                                                 |
| 1996年 | 遥か〜SAILING FOR MY DREAM〜 | TBS系アニメ『B'T-X』オープニングテーマ                                                       |
| 1996年 | スクランブル・キッズ         | TBS系『浜田雅功のシングルGOLF』オープニングテーマ                                            |
| 1996年 | スクランブル・キッズ         | テレビ東京系『モデルファクトリー』テーマ曲                                                   |
| 1996年 | 愛してても、愛せない         | プレイステーションソフト『それいけ×ココロジー』テーマソング                                  |
| 1997年 | 失楽園〜PARADISE LOST〜      | 読売テレビ・日本テレビ系「TVじゃん!!」枠内『BREAK』月曜エンディングテーマ                    |
| 1997年 | 火を貸してくれ               | テレビ朝日系『陽気にカプチーノ』エンディングテーマ                                           |
| 1997年 | MIDNIGHT RESISTANCE          | オリオンビール「アロマトーン」CMソング                                                       |
| 1997年 | FUNKY NUDE NO.1              | オリオンビール「アロマトーン」CMソング                                                       |
| 1998年 | 13月の革命                   | テレビ東京系アニメ『異次元の世界エルハザード』オープニングテーマ                             |
| 1999年 | Get Myself                   | プレイステーション/ドリームキャストソフト「悠久幻想曲3 Perpetual Blue」主題歌                |
| 2019年 | SARA                         | アニプレックス配給アニメ映画『劇場版シティーハンター 新宿プライベート・アイズ』挿入歌        |